# Nebikon
Nebikon ist eine politische Gemeinde im Wahlkreis Willisau des Kantons Luzern in der Schweiz.

## Geographie
Die Gemeinde liegt im mittleren Teil des Laufs der Wigger. In diese mündet im Dorf von links die Luthern ein. Die Ortschaft liegt im Talboden am Westfuss des Santebergs. Zwischen den Hauptteil des Santebergs und einem südlichen Ausläufer, dem Egolzwilerberg, hat sich ein Tälchen eingegraben. Dieses trägt den passenden Namen Graben. Auf dem bewaldeten Santeberg liegt der höchste Punkt der Gemeinde (690 m ü. M.), an der Grenze zu Dagmersellen.
Im Westen der Gemeinde erhebt sich im Flüeggewald das für das Amt Willisau typische hügelige Voralpengebiet, so dass Nebikon im Westen und im Osten von Anhöhen überragt wird.
Vom Gemeindeareal von 372 ha wird nur 33,1 % landwirtschaftlich genutzt. Die grossen Waldgebiete am Santeberg und im Alpenvorland bedecken 40,3 % der Fläche. Ein Viertel (genau 25,5 %) sind Siedlungsfläche, darunter grosse Industriezonen im Norden und Süden des Dorfs (Stand 2015/16).
Die Gemeinde Nebikon grenzt im Nordosten an Dagmersellen, im Südosten an Egolzwil, im Süden an Schötz und im Westen an Altishofen.

## Bevölkerung
| Bevölkerungsentwicklung | Bevölkerungsentwicklung |
| Jahr                    | Einwohner               |
| ----------------------- | ----------------------- |
| 1850                    | 573                     |
| 1860                    | 513                     |
| 1888                    | 514                     |
| 1900                    | 610                     |
| 1910                    | 713                     |
| 1950                    | 971                     |
| 1960                    | 1206                    |
| 1970                    | 1378                    |
| 2000                    | 2141                    |

Von 1850 bis 1860 sank die Einwohnerzahl stark (1850–1860: − 11,2 %). Danach blieb sie bis 1888 bei knapp über 500 Personen stehen. Seither wächst sie ununterbrochen, wenn auch das Wachstum in den letzten Jahren geringer geworden ist. Besonders starke Anstiege gab es 1888–1900 (+ 18,7 %), 1900–1910 (+ 16,9 %), 1950–1960 (+ 24,2 %) und 1970–2000 (+ 55,3 %). Insgesamt hat sich die Einwohnerzahl in den vergangenen 150 Jahren nahezu vervierfacht.

### Sprachen
Die Bevölkerung benutzt als Umgangssprache eine hochalemannische Mundart. Bei der letzten Volkszählung im Jahr 2000 gaben 84,45 % Deutsch, 5,18 % Serbokroatisch und 2,01 % Albanisch als Hauptsprache an.

### Religionen – Konfessionen

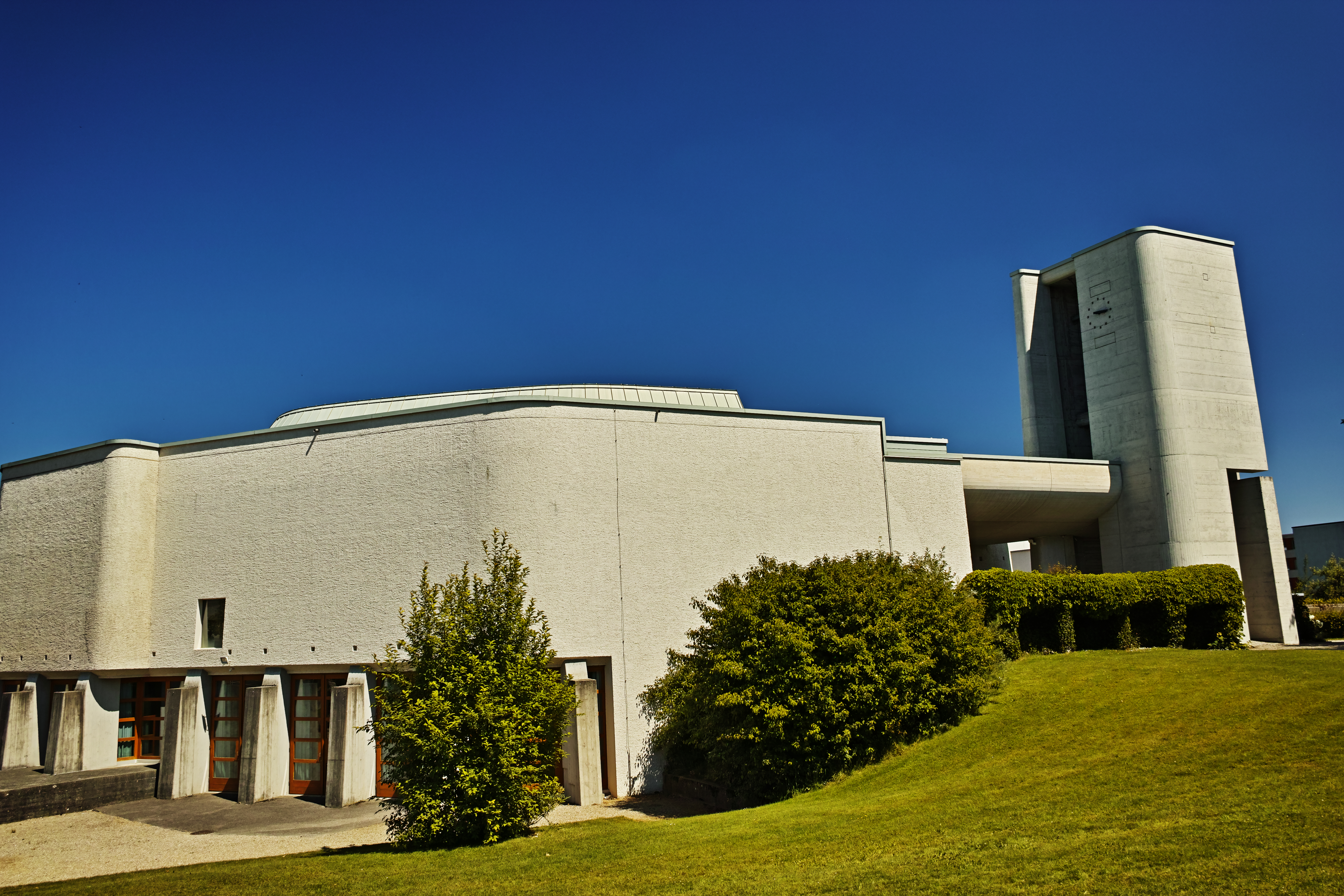
Pfarrkirche St. Maria in Nebikon

In früheren Zeiten gehörte die gesamte Einwohnerschaft der Römisch-Katholischen Kirche an. Durch Kirchenaustritte und Zuwanderung aus anderen Regionen der Schweiz und dem Ausland hat sich dies geändert. Mit dem Stand der Volkszählung von 2000 gab es 70,34 % römisch-katholische, 8,64 % evangelisch-reformierte und 5,89 % orthodoxe Christen. Daneben fand man 6,73 % Muslime und 3,27 % Konfessionslose. Die Muslime sind albanischer, bosniakischer, kurdischer und türkischer Herkunft. Stärkste Gruppe unter ihnen sind die Albaner. Die orthodoxen Christen sind Slawen aus dem früheren Jugoslawien (Mazedonier, Montenegriner und Serben).

### Herkunft – Nationalität
Ende 2022 waren von den 2766 Einwohnern 1902 Schweizer und 864 (= 31,2 %) Ausländer. Die Einwohnerschaft bestand aus 68,8  % Schweizer Staatsbürgern. Ende 2022 stammten die ausländischen Einwohner aus Portugal (299 Personen), dem Kosovo (86), Italien (84), Deutschland (63), Serbien (52), der Türkei (19) und Spanien (6). 154 Personen stammten aus dem übrigen Europa und 101 waren aussereuropäischer Herkunft.

## Geschichte

Luftbild (1957)

Unter dem Namen Nevinchova wird der Ort im Güterverzeichnis (Rodel) der Fraumünsterabtei Zürich im Jahr 893 erstmals erwähnt. Die Habsburger übernahmen im späten 12. Jahrhundert die Herrschaft. Verwaltet wurde der Ort durch die Herren von Büttikon. Die Herrschaft wechselte im Jahr 1415. Die Stadt Luzern kaufte die Grafschaft Willisau – zu der Nebikon gehörte – und machte sie zur Landvogtei Willisau. Im Jahr 1424 erwarben die Luzerner auch die Mehrheit an der niederen Gerichtsbarkeit. So blieben die Verhältnisse bis ins Jahr 1798. Die darauf folgenden fünf Jahre gehörte Nebikon zum Distrikt Altishofen – seither zum damals neu geschaffenen Amt Willisau.

## Politik

### Gemeinderat
Der Gemeinderat Nebikon besteht aus fünf Mitgliedern und ist wie folgt aufgestellt (Legislatur 2024–2028):
- Chantal Hofer: Gemeindepräsidentin, Die Mitte
- Marco Baumgartner: Bau und Infrastruktur, FDP
- Gerold Meyer: Schulverwalter, FDP
- Luzia Kneubühler: Sozialvorsteherin, Die Mitte
- Stefan Rogger: Finanzverwalter, FDP (seit 1. Januar 2024)[8]

### Kantonsratswahlen
Bei den Kantonsratswahlen 2023 des Kantons Luzern betrugen die Wähleranteile in Nebikon: FDP 43,80 %, Mitte (mit JMitte und Mitte60+) 24,70 %, SVP 16,63 %, SP 7,30 %, Grüne 4,28 % und glp 3,30 %.

### Nationalratswahlen
Bei den Schweizer Parlamentswahlen 2023 betrugen die Wähleranteile in Nebikon: FDP 37,1 %, Mitte 24,5 %, SVP 19,7 %, SP 6,9 %, Grüne 4,7 %, glp 4,6 %, übrige 2,4 %.

## Verkehr
Nebikon liegt an der Bahnlinie Luzern–Olten und hat einen eigenen Bahnhof. Der Billettschalter der SBB wurde 2019 geschlossen. Zwei Buslinien verbinden Nebikon mit anderen Orten der Region; diese sind: Nebikon-Schötz-Ebersecken und Ettiswil-Nebikon-Dagmersellen.
Nebikon liegt an den Strassen Dagmersellen-Willisau und Dagmersellen-Wauwil-Sursee. Der nächste Autobahnanschluss ist bei Dagmersellen an der A2 in 3 km Entfernung.

## Persönlichkeiten
Das Aushängeschild Nebikons ist der Fussballer Fabian Lustenberger, der bis 2019 bei Hertha BSC in der Fussball-Bundesliga gespielt hat und nun bei BSC Young Boys unter Vertrag steht.

## Bilder

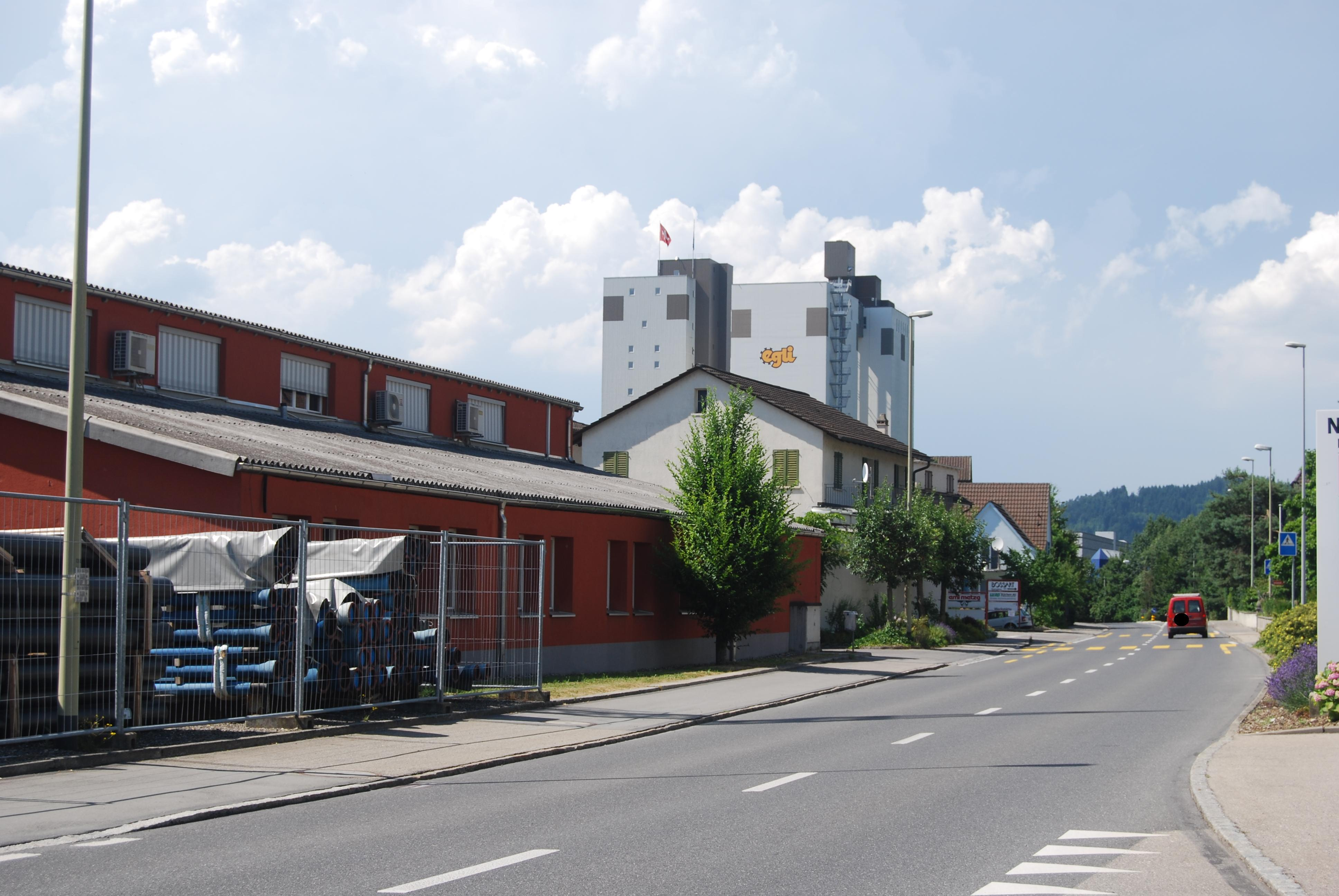
Die Türme der Mühle Egli sind das Wahrzeichen von Nebikon
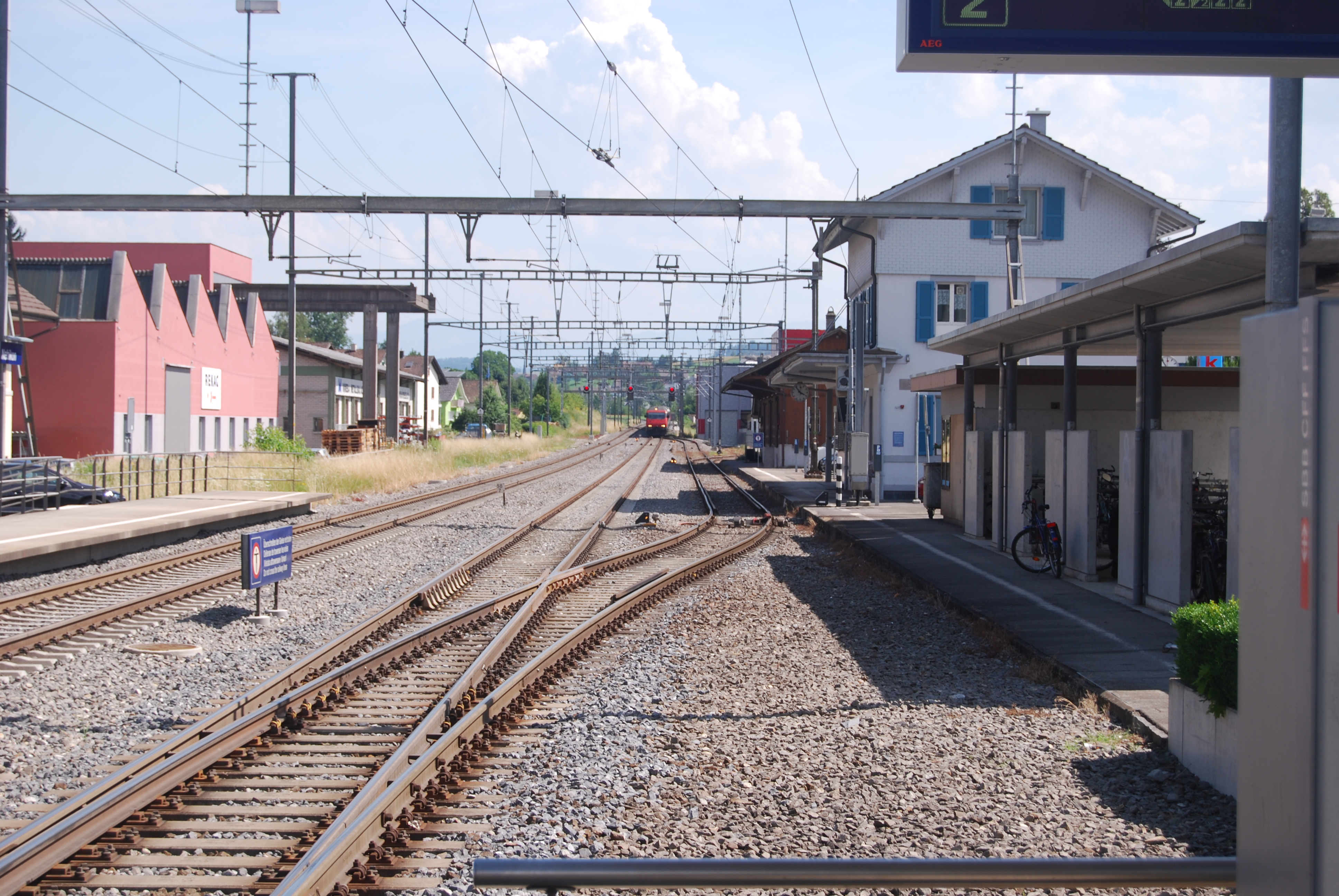
Bahnhof Nebikon
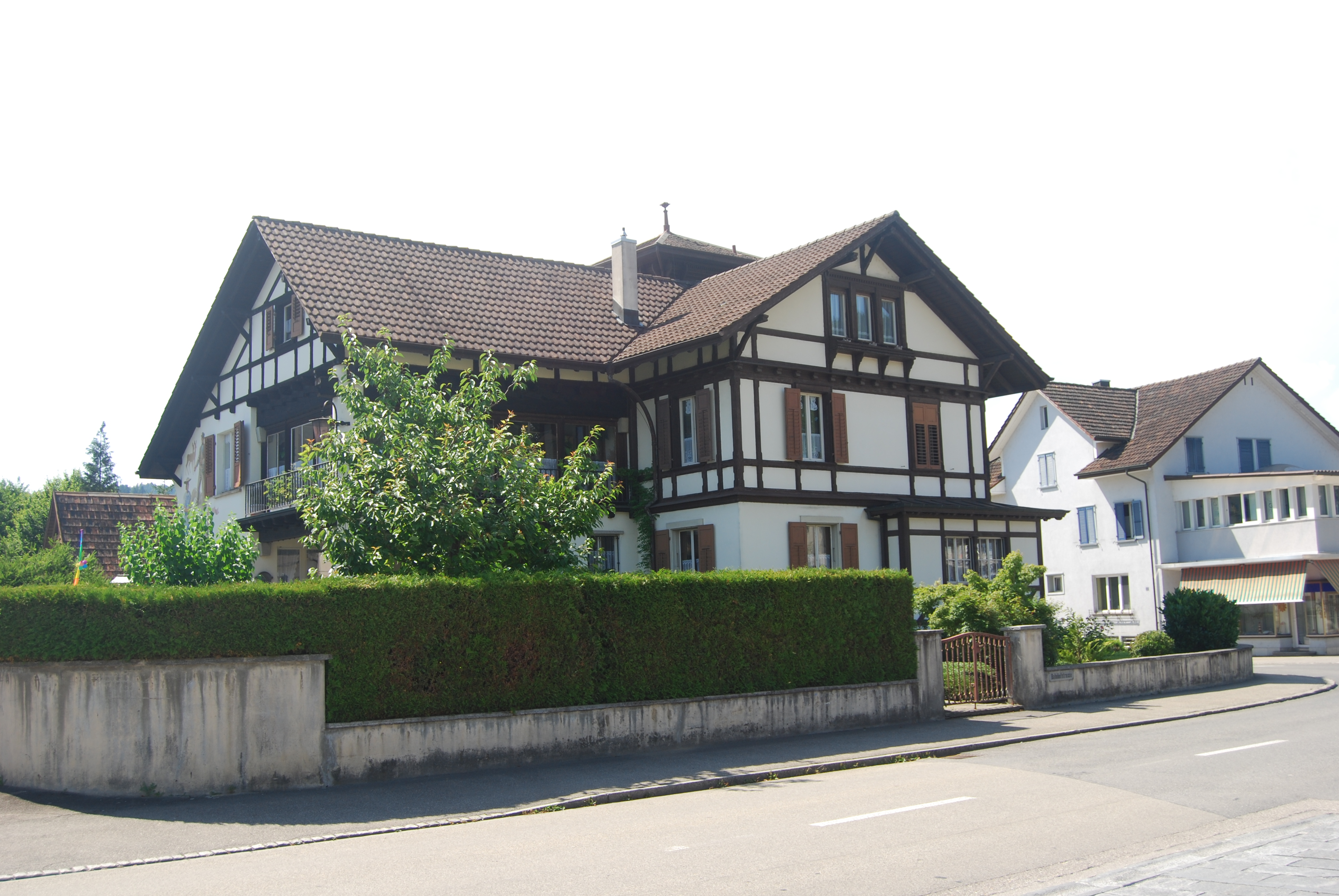
Fachwerkhaus im Zentrum von Nebikon
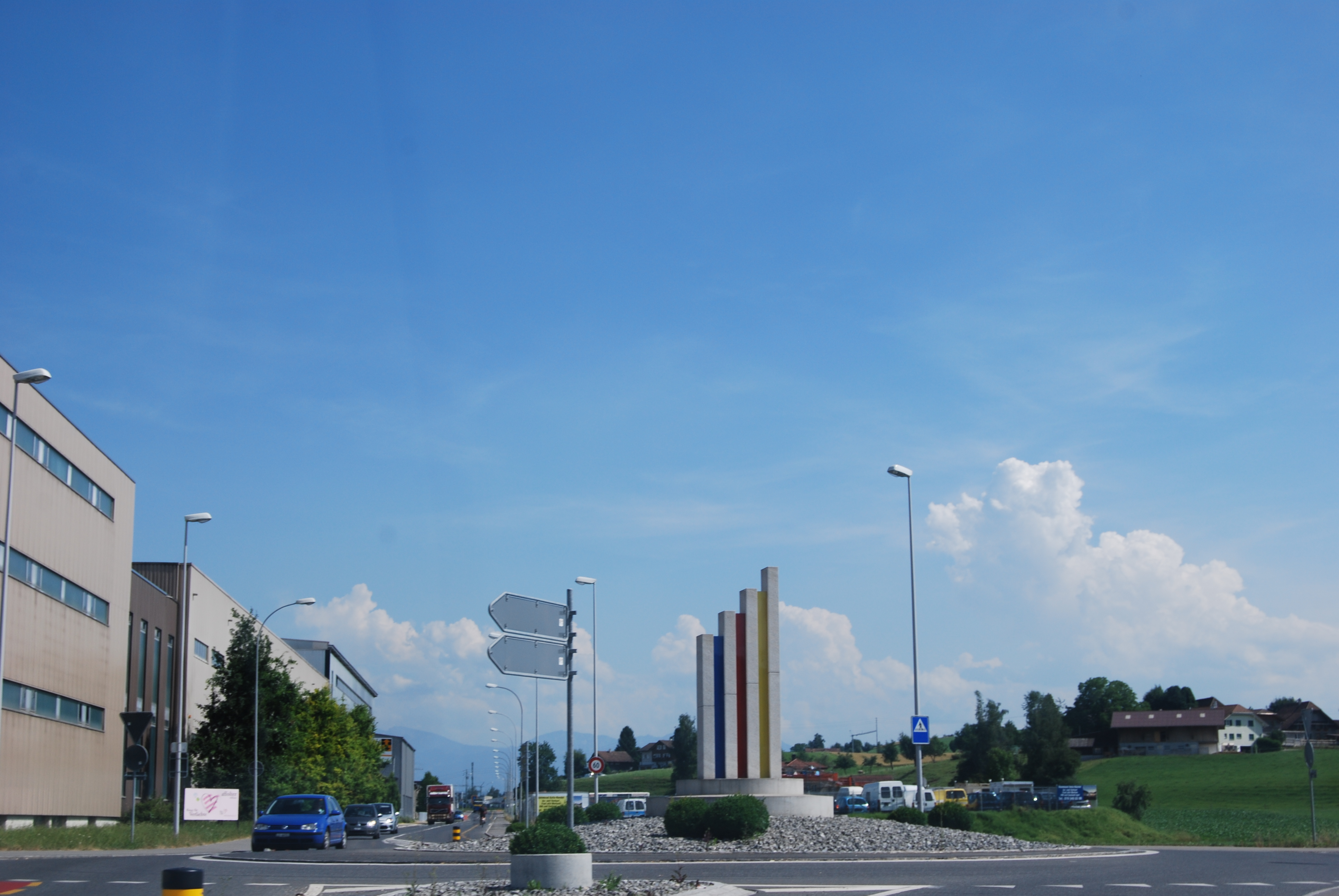
Verkehrskreisel